# دیلان تنس
دیلان تنس (انگلیسی: Dylan Teuns؛ زادهٔ ۱ مارس ۱۹۹۲) دوچرخه‌سوار اهل بلژیک است.
از باشگاه‌هایی که در آن بازی کرده‌است می‌توان به تیم بی‌ام‌سی، و تیم بی‌ام‌سی، اشاره کرد.